# Cisco Unified Communications Manager Express
Pour les articles homonymes, voir Express.
Le Cisco Unified Communications Manager Express est une version de Cisco Unified Communications Manager destinée aux entreprises de petites tailles souhaitant développer une infrastructure de téléphonie IP.
Cisco Unified Communications Manager Express ne gère pas plus de 400 utilisateurs. Il peut, par contre, être relié à un Cisco Unified Communications Manager afin de mettre en place un réseau entre un siège et une succursale.